# Blues License
Blues License è il sesto album in studio della cantautrice australiana Renée Geyer, pubblicato nel giugno 1979 dalla RCA Records e dalla Mushroom Records.

## Tracce
Lato A
1. The Thrill Is Gone – 6:55
2. That Did It Babe – 5:15
3. Set Me Free – 4:08
4. Bellhop Blues – 3:23

Lato B
1. Won't Be Long – 3:48
2. Stormy Monday – 6:43
3. Dust My Broom – 3:03
4. Feeling Is Believing – 7:01

## Formazione
- Renée Geyer – voce
- Mal Logan – tastiera
- Kevin Borich – chitarra
- Tim Partridge – chitarra
- John Annas – batteria
- Kerrie Biddell – cori
- Tim Piper – chitarra
- Mark Punch – chitarra
- Steve Hopes – batteria
- Ron King – armonica a bocca

## Classifiche
| Classifica (1979) | Posizione massima |
| ----------------- | ----------------- |
| Australia         | 41                |